# 巴彦套海镇
巴彦套海镇，是中华人民共和国内蒙古自治区巴彦淖尔市五原县下辖的一个乡镇级行政单位。

## 行政区划
巴彦套海镇下辖以下地区：
向阳社区、铁路社区、团结社区、红光社区、复兴社区、红丰村、赛丰村、南毛庵村、风雷村、和平村、红旗村、锦秀堂村、锦旗村、先进村、响导村、永生村、向阳村和红赛村。